# Бенедикт (Меріленд)
Бенедикт (англ. Benedict) — переписна місцевість (CDP) в США, в окрузі Чарлз штату Меріленд. Населення — 232 особи (2020). Густота населення становить 435 чол/км².

## Географія
Бенедикт розташований за координатами 38°30′42″ пн. ш. 76°40′47″ зх. д. / 38.51167° пн. ш. 76.67972° зх. д. (38.511529, -76.679670).  За даними Бюро перепису населення США в 2010 році переписна місцевість мала площу 0,60 км², уся площа — суходіл.

## Демографія
Згідно з переписом 2010 року, у переписній місцевості мешкала 261 особа в 120 домогосподарствах у складі 69 родин. Густота населення становила 432 особи/км².  Було 142 помешкання (235/км²).
Расовий склад населення:
| - 94,6 % — білих - 4,6 % — чорних або афроамериканців |

До двох чи більше рас належало 0,4 %. Частка іспаномовних становила 1,1 % від усіх жителів.
За віковим діапазоном населення розподілялося таким чином: 15,7 % — особи молодші 18 років, 63,6 % — особи у віці 18—64 років, 20,7 % — особи у віці 65 років та старші. Медіана віку мешканця становила 47,3 року. На 100 осіб жіночої статі у переписній місцевості припадало 115,7 чоловіків;  на 100 жінок у віці від 18 років та старших — 117,8 чоловіків також старших 18 років.
Цивільне працевлаштоване населення становило 101 осіб. Основні галузі зайнятості: освіта, охорона здоров'я та соціальна допомога — 56,4 %, будівництво — 28,7 %, виробництво — 14,9 %.